# Мальованець австралійський
Мальованець австралійський (Rostratula australis) — вид сивкоподібних птахів родини мальованцевих (Rostratulidae). 

## Таксономія
Вид описаний у 1838 році британським орнітологом Джоном Гульдом. Тривалий час вважався підвидом мальованця афро-азійського (Rostratula benghalensis). У 2007 році для таксону відновили видовий статус.

## Поширення
Ендемік Австралії. Трапляється спорадично на півночі та сході материка у регіонах з водно-болотними угіддями з густою рослинністю. Вид знаходиться під загрозою зникнення.

## Опис
Птах завдовжки 24-30 см, розмах крил 50-54 см, вага 125-130 г. Голова, шия і верхня частина грудей шоколадно-коричневі, на шиї переходить у світло-коричневий. Навколо очей кремове оперення. Серез плечі до грудей проходить біла смуга. Верхня частина крил сірого кольору. Нижня частина грудей та крил, а також черево - білі. Самці, як правило, трохи менші і менш яскраві, ніж самиці.

## Спосіб життя
Живиться дрібними безхребетними та водною рослинністю. Розмножується у сезон дощів на неглибоких тимчасових водоймах. На мілководді будує курган з мулу та трави. На кургані облаштовує гніздо. У гнізді 3-4 кремових яєць. Інкубація триває 15–16 днів.